# Fibulafraktur
Die Fibulafraktur ist ein Knochenbruch (lateinisch frāctūra) des Wadenbeines (lateinisch Fibula).

## Unfallmechanismus
- Fibulafrakturen im Schaftbereich können durch direktes Anpralltrauma (z. B. Foul beim Fußball) entstehen.
- Frakturen im Bereich des Außenknöchels entstehen in aller Regel durch ein Verrenkungs- (Umknick-)trauma und sind dann den Sprunggelenkfrakturen zuzuordnen. Zu diesen gehören ebenfalls die hohe Fibulaschaftfraktur mit Sprunggelenkverletzung, diese wird dann Maisonneuve-Fraktur genannt.
- Die Fraktur des Fibulaköpfchens ist meist eine Ausrissfraktur des äußeren Kollateralbandes am Knie und daher immer ein Hinweis auf eine schwerwiegende Kniegelenksverletzung.

## Diagnostik
Die Diagnose wird mit Röntgenaufnahmen in zwei Ebenen gestellt. Besonderheiten bei der Sprunggelenkfraktur siehe dort.

## Behandlung
Reine Schaftfrakturen bedürfen in der Regel keiner spezifischen Behandlung (Berti Vogts hat nach einer Fibulaschaftfraktur noch 80 Minuten weitergespielt), da der Fibulaschaft kein Kraftträger ist und die Frakturen sehr selten nennenswert verschoben sind (die Fibula wird von der Membrana interossea in Stellung gehalten). Meist genügt ein straffer elastischer Verband oder ein Tape. Bei deutlicher Schwellung muss aber unbedingt an ein mögliches Kompartmentsyndrom gedacht werden.
Zur Behandlung der Sprunggelenkfrakturen s. dort.